# Зимівля звірів
Зимівля звірів (рос. Зимовье зверей)-сюжет російських, українських та білоруських східнослов'янських казок.

## Сюжет

### Перший варіант
Вирішили бик, баран, кіт(у деяких переказах),свиня, гуска та півень перезимувати зиму, для цього треба було побудувати хату. Але баран, свиня, гуска та півень не захотіли допомагати бику і він почав працювати сам. Живе бик сам собі а до нього по черзі приходять баран, гуска, свиня та півень. Живуть вони разом. Але їх помітили вовк, лисиця та ведмідь. Вони вирішують їх з'їсти але всі звірі вирішили захистити себе і почалася борьба. Тоді вовк, ведмідь і лисиця побігли а бик, баран, гуска, свиня та півень стали жити счастливо.

### Другий варіант
У діда з бабою були бик, баран, гуска, свиня та півень. Вирішив дід їх зарізати. Послухав про це бик і втік від них, а потім по черзі побігли за ним баран, гуска, свиня та  півень. А далі все йде так як було за першим варіантом.

## Екранізації та постановки
- У 1981 році у Радянському союзі вийшов мультфільм екранізація казки Зимівля звірів.
- У 1999 році вийшов білоруський мультфільм за мотивами білоруського варіанту казки "Зимівля звірів".